# Lilla Löv
Lilla Löv är en sjö i Årjängs kommun i Värmland och ingår i Göta älvs huvudavrinningsområde. Sjön är 4,5 meter djup, har en yta på 0,016 kvadratkilometer och är belägen 134 meter över havet.